# Cesare Cybo
Cesare Cybo, noto anche con il nome di Cesare Usodimare (Genova, 1495 – Trento, 26 dicembre 1552), è stato un arcivescovo cattolico italiano.

## Biografia
In alcune cronache viene ricordato per la sua parentela per via materna con papa Innocenzo VIII.
Venne nominato vescovo di Mariana, in Corsica e quindi arcivescovo di Torino da papa Paolo III il 22 giugno 1549.
Pare che il Papa, essendo allora Torino stata invasa dalle truppe francesi, abbia dovuto raccomandare a Enrico II di Francia il nuovo arcivescovo torinese.
Uomo austero e ferreo oppositore delle eresie (luogo per cui venne a scontrarsi più volte con il re di Francia), fu convocato al Concilio di Trento, nella sede del quale spirò il 26 dicembre 1552.

## Stemma
| Immagine | Blasonatura |
| -------- | --- |
| \| \|    | Cesare Cybo Arcivescovo di Torino Di rosso alla banda scaccata di tre file d'argento e d'azzurro, gli alias erano di rosso alla banda scaccata di tre file d'argento e d'azzurro; al capo d'argento alla croce di rosso e d'oro alla banda scaccata di tre file d'argento e d'azzurro; al capo d'argento alla croce di rosso. Lo scudo, accollato a una croce astile patriarcale d'oro, posta in palo, è timbrato da un cappello con cordoni e nappe di verde. Le nappe, in numero di venti, sono disposte dieci per parte, in quattro ordini di 1, 2, 3, 4. |
|          | |